# St. Johannes Baptist (Haisterkirch)
Die römisch-katholische Pfarrkirche St. Johannes Baptist steht gegenüber dem Kloster in der Ortsmitte von Haisterkirch, einem Stadtteil von Bad Waldsee im Landkreis Ravensburg (Baden-Württemberg).

## Lage
Die Kirche liegt in Haisterkirch, etwa 100 Meter östlich der zentralen Kreuzung des Ortes. Direkt an der Ostmauer der Kirche fließt die Osterhofer Ach, ein Zufluss der Umlach. Unmittelbar an der Kirche beginnt der Kreuzweg, der zur Kapelle St. Sebastian hinaufführt. Die Kirche befindet sich am Fuße des Haisterkircher Rückens, gegenüber dem ehemaligen Kloster Haisterkirch. Die Kirche liegt rund 4 Kilometer südwestlich des Stadtzentrums von Bad Waldsee.

## Geschichte
Die katholische Pfarrkirche St. Johannes Baptist prägt das Ortsbild von Haisterkirch. Ihre Geschichte reicht über ein Jahrtausend zurück und ist von Zerstörungen, Wiederaufbauten und stetigen Veränderungen geprägt.

### Frühromanische Gründung
Die erste urkundlich erwähnte Kirche an diesem Ort wurde im Jahr 926 durch die Ungarneinfälle zerstört. Um das Jahr 1000 entstand an gleicher Stelle während der Ottonenzeit die frühromanische „Basilica Popularis“ (Leutekirche).

### Gotische Umgestaltung
Um 1300 erfolgte ein Umbau des Gottesdienstraumes. In dieser Zeit wurden auch die steinernen Umfassungsmauern des Langhauses mit elf Rundbogenfenstern und der Nordturm aus Feldstein bis zur Glockenstube errichtet. Zwei schmucklose Bronzeglocken wurden gegossen und in den hochmittelalterlichen, später zugemauerten Klangarkaden aufgehängt. Im Jahr 1323 wurde die Weidmung an Johannes den Täufer erstmals erwähnt. Gegen Ende des 14. Jahrhunderts, um 1350/1400, wurde eine weitere Bronzeglocke auf dem vermutlich erhöhten Turm installiert.

### Kloster Rot an der Rot und Spätgotik
Im Jahr 1362 übernahm das Kloster Rot an der Rot die Pfarrei. 1463 wurde das Geläut um eine vierte Glocke mit Gloria-Inschrift und Waldburgwappen erweitert. Um 1490 ließ Abt Heinrich Hünlin den Chorraum einwölben, die Seitenschiffe entfernen und das Kircheninnere im spätgotischen Stil neu gestalten.

### Barocke Erneuerung
Um 1650 beschränkten sich die Arbeiten auf die Beseitigung von Kriegsschäden. Zwischen 1698 und 1705 erfolgte eine umfassende Renovierung der Kirche. 1702 erneuerte Johann Eucharius Hermann alle Türen, das Gestühl, die Kanzel und sämtliche Altäre. Eine erneute Renovierung unter Abt Herrmann Vogler folgte 1726. Im Jahr 1736 wurde das benachbarte Pfarrhaus vollendet.

### 19. Jahrhundert: Einsturz und Neugestaltung
Im Jahr 1867 wurde eine neue Orgel aufgestellt. Am 26. April 1884 stürzte die Stuckdecke im Chorraum ein, ohne dass es Verletzte gab. In den Jahren 1884/1885 wurde die ostseitige Chorsakristei abgebrochen und der prächtige, dreigeschossige Hochaltar entfernt. Der Leutkircher Bildhauer aus Dietnheim entwarf eine neugotische Holzkassettendecke und Wandverzierungen. Der Biberacher Altarbauer Josef Winter lieferte einen neuen Flügelaltar, zwei Chorstühle, Beichtstühle und eine Kommunionbank. Zwei in Regensburg gefertigte nazarenische Buntglasfenster wurden eingesetzt. 1885 erfolgte eine farbige Fassung von Kanzel, Seitenaltären, Emporenbrüstungen und Deckenstukkaturen im nun mit Butzenscheiben versehenen Langhaus. Ebenfalls erneuert wurden Türen, Taufstein, Kreuzweg, Opferstock, Kronleuchter, Bodenbelag sowie Uhrwerk und Blitzableiter. Am 7. Juli 1885 wurde der neue Hochaltar durch Diözesanbischof Karl Joseph von Hefele geweiht. Die Kosten der umfassenden Innenraumveränderung beliefen sich auf 31.703,72 Mark, wovon zwei Drittel durch Spenden gedeckt werden konnten.

### 20. Jahrhundert: Technische Fortschritte und die Zeit des Umbruchs
Im Jahr 1908 wurde eine Lourdes-Grotte eingebaut. Eine neue Späht-Orgel wurde am 10. September 1922 geweiht. Im Jahr 1930 erfolgte die Elektrifizierung der Späth-Orgel. Auch der Turm erhielt mit der Anbringung einer neuen Turmuhr in den Jahren 1931/1933 ein modernes Zeitmessinstrument. Im Juli 1938 mussten Schäden am Dachgebälk behoben und die Kirche unter Pfarrer Erich Dolderer neu eingedeckt werden. Zwischen 1940 und 1942 fanden Restaurierungsarbeiten im Innenraum statt. 1940 wurde der Ölfarbsockel abgeschlagen und das Stromnetz neu verlegt. Der Munderkinger Restaurator Kneer befreite die Schiffsdecke von 1  ihrer Übermalung und behob Schäden an den Barockgemälden. Gleichzeitig wurden Langhaus frisch verputzt und neue Fenster eingesetzt. 1941 erhielt der Chorraum eine vorläufige Hohlkehlen-Gipsdecke. Das frühere Chorbogenkreuz und der Barockkreuzweg kehrten an ihren Platz zurück, und die restaurierten Skulpturen der Pietà und der Anna Selbritt wurden gegenüber der Kanzel angebracht. Im Chorfresko ließ Pfarrer Dolderer das letzte Geheimnis des Glorreichen Rosenkranz darstellen. Die 1908 eingebaute Lourdes-Grotte wurde entfernt. 1942 restaurierte Restaurator Kneer die Kanzel, Seitenaltäre und Barockgemälde. Den Zweiten Weltkrieg überstand die Kirche nahezu unversehrt (Ende 1945). Die im Jahr 1942 abgelieferten Glocken kehrten am 24. Februar 1948 auf den renovierten Turm zurück (Renovierung 1953). In den folgenden Jahren bis etwa 1962 wurden weitere Restaurierungen und Ergänzungen an der Ausstattung vorgenommen. 1954 erhielten die Seitenaltäre zwei Bischofsstatuetten vom alten Hochaltar sowie vier neue Engelsfiguren. 1955 wurde das Kirchenäußere erneuert. 1957 erfolgte der Einbau einer neuen Orgel und die Instandsetzung des Emporengebälks. 1959 ließ Pfarrer Josef Heiss den Orgelprospekt mit zwei Engelchen schmücken. 1960 setzte sich Pfarrer Bernhard Brukert für ein elektrisches Läutwerk, eine Kirchenheizung und zwei neue Beichtstühle ein. 1961 wurde im Chorraum ein nordseitiges Rundbogenfenster zusammen mit spätromanischen Fresken wieder aufgedeckt. 1962 folgte eine weitere Innenrenovation mit der Restaurierung der Gemälde und Altäre im Schiff sowie der Rekonstruktion der Chordecke.  

### Übergang ins 21. Jahrhundert: Bewahrung und liturgische Erneuerung
Im Jahr 1982 wurde das Kirchendach neu eingedeckt und die Außenansicht renoviert. Eine umfassende Innenrenovation im Jahr 1988 umfasste die Reinigung des Stucks, den Einbau eines neuen Gestühls mit elektrischer Heizung und die Erweiterung der Turmsakristei ostwärts. Nach dem Zweiten Vatikanischen Konzil erfolgte im Jahr 1990 eine Neugestaltung des Chorraums mit der Anschaffung eines nachkonziliaren Volksaltars und Ambos nach einem Künstlerwettbewerb. Das Geläut wurde im Jahr 1995 durch die Renovierung des Glockenstuhls sowie die Weihe und Anbringung einer neuen fünften Glocke erweitert. Ein bedeutendes Ereignis war die Weihe der neuen Wiedenmann-Orgel am 2. Dezember 2001. Die jüngsten größeren Maßnahmen betrafen die Renovierung der Außenwände und des Dachstuhls im Jahr 2004.

## Sonstiges

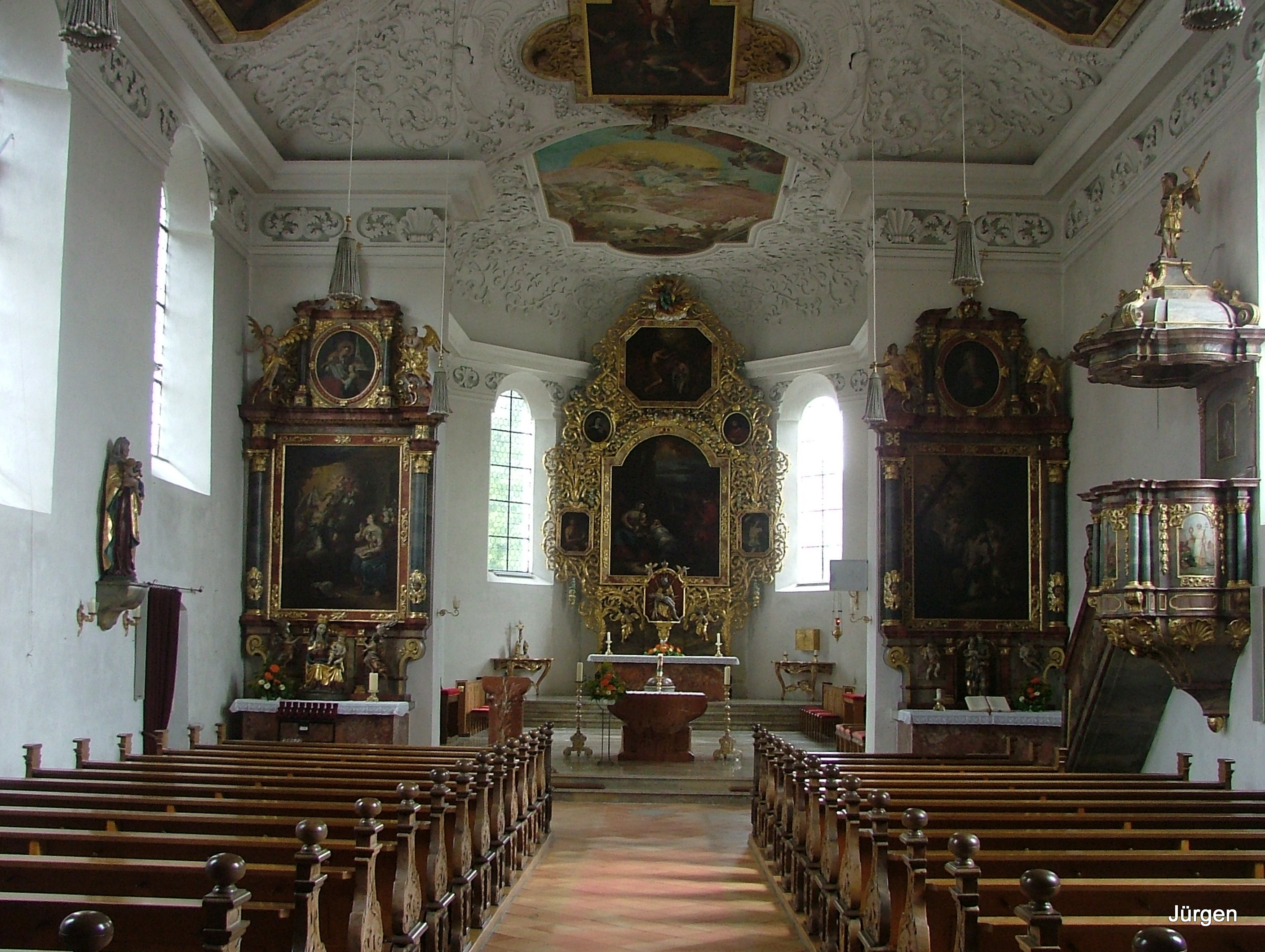
St. Johannes Baptist (Haisterkirch)

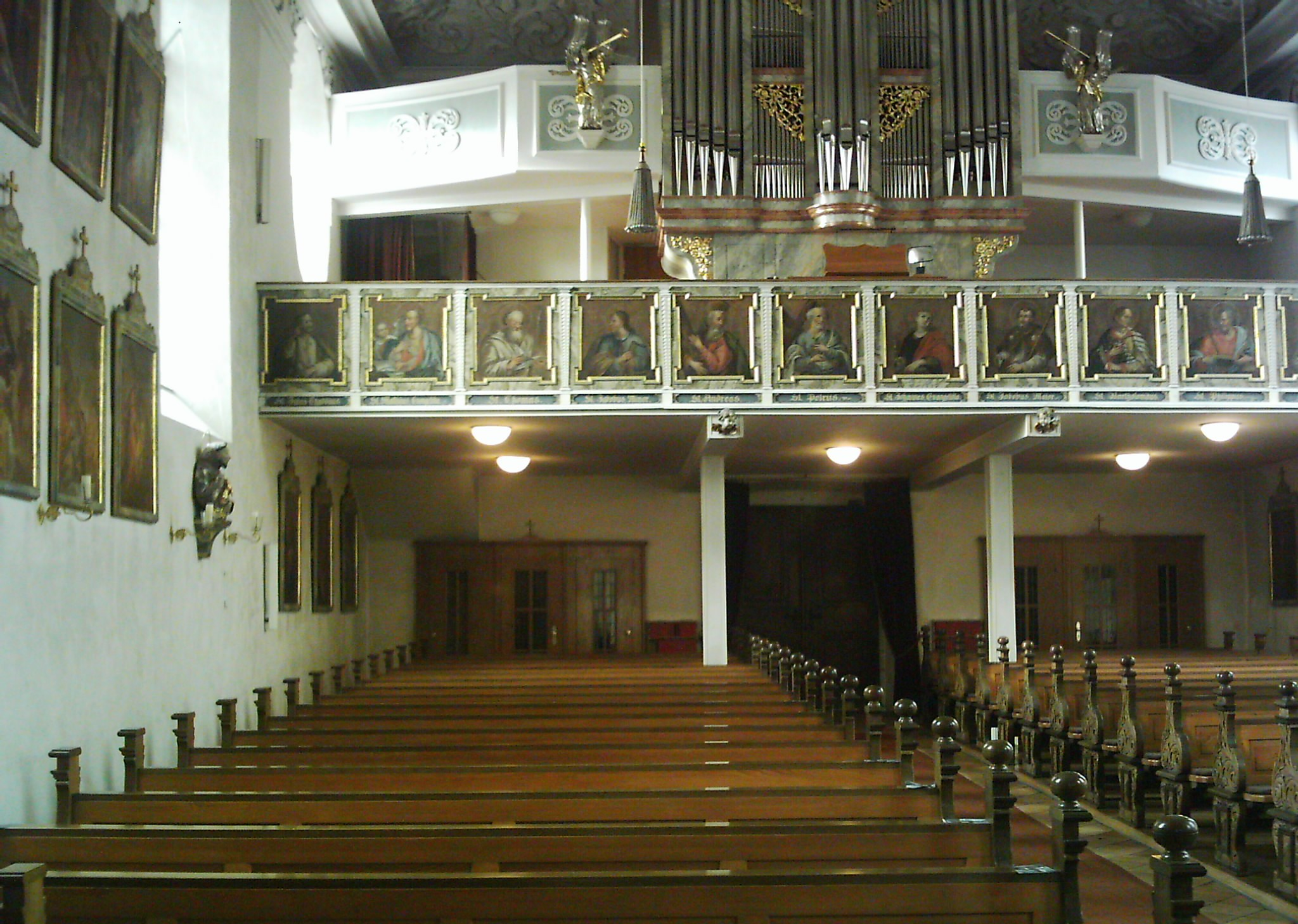
St. Johannes Baptist (Haisterkirch)

### Friedhof
Der Friedhof Haisterkirch, der sich innerhalb derselben Umfassungsmauer wie die Kirche befindet, liegt direkt neben dieser und endet an der L300. Er ist vollständig gekiest und bietet in seiner Mitte einen Brunnen mit Gießkannen sowie bereitstehende Schubkarren für die Grabpflege.
2019 wurde von den Ministranten ein Sternenkindergrabstelle angelegt.

### Krigsgräberdenkmal
Das Kriegsgräberdenkmal, das 45 Opfern des Ersten Weltkriegs und 118 Opfern des Zweiten Weltkriegs gedenkt, befindet sich innerhalb der Friedhofsmauer, direkt neben der Kirche und unmittelbar neben dem markanten Baum, der zwischen der Umfassungsmauer und der Kirche am Haupteingang steht.

### Umfassungsmauer von Kirche und Friedhof
Die Kirche und den Friedhof von Haisterkirch umschließt eine durchgehende Mauer. Im Osten bildet die Eingangshalle der Kirche einen Teil dieser Mauer. Der Hauptzugang zum Areal befindet sich in der Nordostecke, von wo aus ein Weg in Richtung des Klosters Haisterkirch führt. Ein weiterer Zugang mit einem großen, geschmiedeten Tor befindet sich an der Sommerlinde im Südosten. Entlang der Ostseite, parallel zum Verlauf der Osterhofer Ach, ist die Mauer nur etwa zur Hälfte der Friedhofslänge vorhanden. Ab dem Flurstück, auf dem die Aussegnungshalle steht, endet die Mauer.

### Aussegnungshalle
Die Aussegnungshalle befindet sich östlich des eigentlichen Friedhofs, von dem sie durch eine kleine Brücke über die Osterhofer Ach getrennt ist.

### Linden
Die markanten Sommerlinden, die sich jeweils in der Südwest- und der Nordostecke unmittelbar außerhalb des Friedhofs befinden, sind offizielle Naturdenkmäler.

### Kreuzweg
Die Kirche St. Johann Baptist in Haisterkirch dient auch als Ausgangspunkt für den Kreuzweg, der hinauf zur St.-Sebastian-Kapelle auf dem Haisterkircher Rücken führt.